# Parastacus nicoleti
El camarón de vega del sur, langosta de agua dulce o langostino de río (Parastacus nicoleti) es una especie de crustáceo decápodo parastácido integrante del género Parastacus. Habita en ambientes de agua dulce en el sudoeste de América del Sur.

## Distribución y hábitat
Esta especie habita en ambientes dulceacuícolas, con una geonemia endémica del centro-sur de Chile, desde Gorbea (IX región) hasta Puerto Montt (X región).

## Características y costumbres
Es una especie muy buena cavadora. Vive en galerías subterráneas de hasta 2 m de profundidad, construidas en márgenes lodosos de cursos fluviales semipantanosos. Se trata de un crustáceo de fondo, de alimentación detritívora y omnívora.
No posee potencial en acuicultura.
P. nicoleti exhibe dos tipos sexuales básicos: hermafroditas protándricos y hembras primarias. Partiendo desde una condición gonocórica ancestral, habría evolucionado a un hermafroditismo protándrico parcial.

## Taxonomía
Esta especie fue descrita originalmente en el año 1882 por el zoólogo alemán Rodolfo Amando Philippi. Su nombre específico rinde honor al apellido de quien intentó describir primero a esta especie, aunque lo hizo de forma fallida: H. Nicolet.
Localidad tipo
La localidad tipo es: Valdivia, Chile.